# Sangha (budismo)
El término sangha (संघ saṃgha) es una palabra del pali o del sánscrito que puede traducirse como "asociación", "asamblea" o "comunidad". Se usa comúnmente para referirse a grupos budistas o jainas. Tradicionalmente, en el budismo el término puede hacer referencia a la sangha monástica formada por personas que han sido ordenadas como monjes o monjas; también puede usarse en un sentido más amplio para nombrar al conjunto de todos los seres (monjes o laicos) poseedores, o en búsqueda, de algún grado de realización. Esta última definición se conoce también como arya-sangha o sangha noble. Los budistas consideran a la sangha como la responsable de mantener, traducir, hacer avanzar.[cita requerida]

## Cualidades de la sangha
En el budismo, el Buda, el dharma y la sangha son conocidos como los tres tesoros del budismo, a los que se les atribuyen ciertas características. Dichas características son promulgadas diariamente o en los días de Uposatha, según la escuela budista. En la tradición Theravāda son parte de los cantos diarios:
La sangha de los discípulos benditos (Sravakas) es:
- practicar el buen camino;
- practicar el camino honrado;
- practicar el camino concebible o lógico;
- practicar el camino apropiado.

Así, son los cuatro pares de personas, los ocho tipos de individuos. Esta sangha de discípulos benditos es:
- merecedora de obsequios
- merecedora de hospitalidad
- merecedora de ofrendas
- merecedora de saludo reverencial
- el insuperable campo de mérito para el mundo".[1]

## Tradición monástica

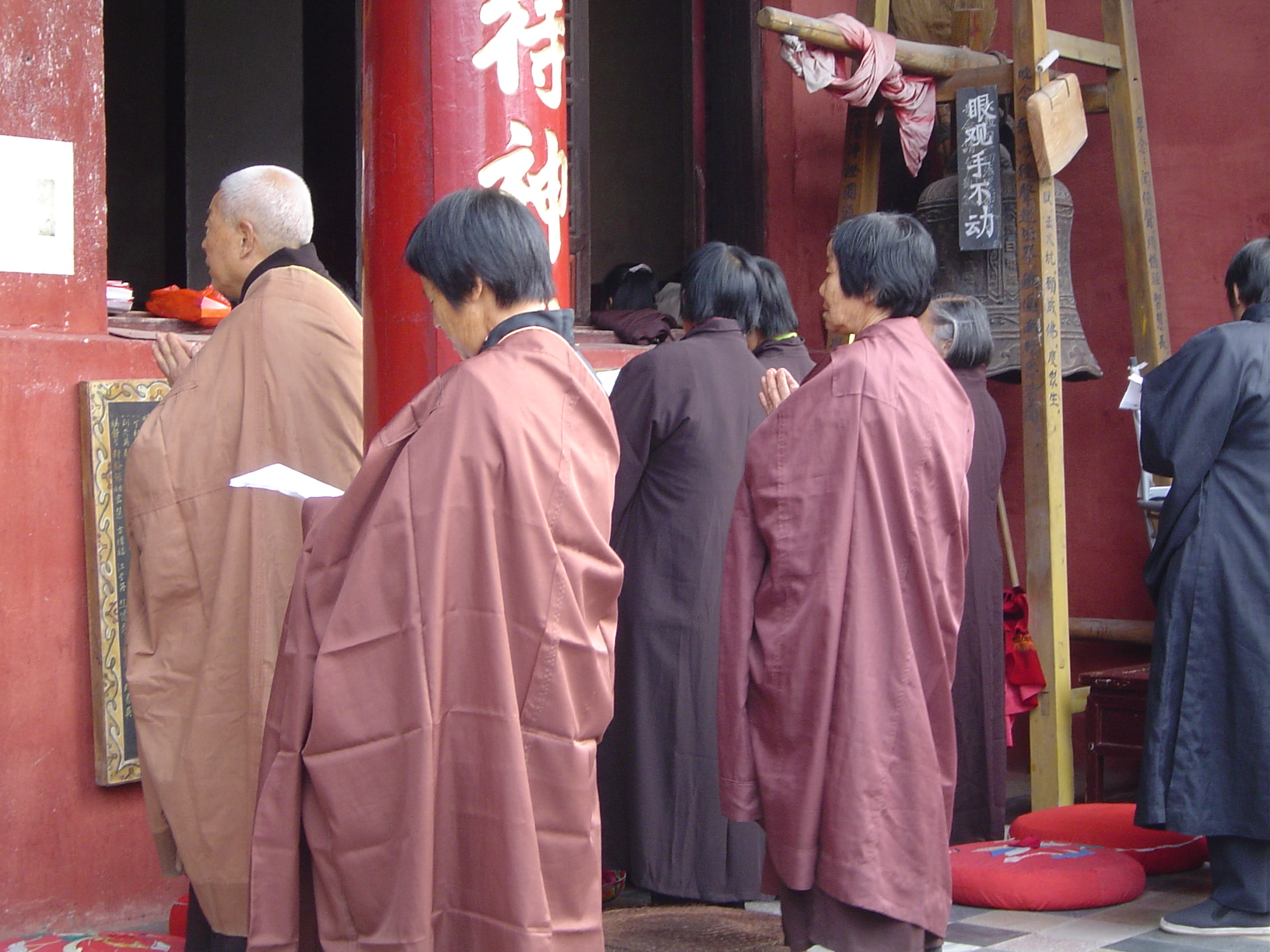
Monjas en una corta ceremonia de canto en el templo de los tres ancestros, provincia de Anhui, China.

Los budistas consideran tradicionalmente la vida monástica como uno de los ambientes más propicios para avanzar hacia la iluminación.
La sangha de monjes y monjas fue establecida originalmente por el Buda Gautama en el siglo V a. C., con el objetivo de preservar las enseñanzas, reforzar la disciplina y servir como ejemplo a la comunidad laica.
La característica principal del budismo monástico es su adherencia al vinaya, el cual contiene un conjunto elaborado de normas de conducta que incluyen total castidad y alimentación solamente antes del mediodía. Entre el mediodía y el día siguiente una vida estricta de estudio de las escrituras, cantos, meditación y ocasionalmente labores de limpieza y otros deberes de la sangha. Romper las reglas puede acarrear algunas penalidades que van desde la confesión hasta la expulsión permanente de la Sangha. El fundador de la secta Tendaishū (versión japonesa de la Escuela Budista del Tiantai) tomó la decisión de reducir el número de normas a cerca de 60 (Enkai). En la era Kamakura, varias sectas (Zen, Tierra Pura y Nichiren) que se fundaron en Japón a raíz de la aparición de la Tendaishū abolieron el vinaya por completo. Por eso en Japón el zen, la Escuela de la Tierra Pura y la secta de Nichiren son dirigidos por ministros (o sacerdotes) en lugar de monjes.
Los monjes y monjas sólo pueden tener un mínimo de posesiones (idealmente, tres túnicas, un cuenco para alimentos, un cinturón de paño, aguja e hilo, una cuchilla para afeitarse la cabeza y un filtro de agua). En la práctica, pueden llegar a tener algunas pocas cosas adicionales.
Tradicionalmente los budistas monásticos prefieren vestir túnicas en lugar de ropa común. Originalmente las túnicas eran elaboradas con harapos teñidos con tierra. La idea de que las túnicas eran teñidas con azafrán parece estar muy lejos de la realidad ya que este era y sigue siendo un artículo muy costoso y los monjes eran pobres. El color de la túnicas modernas varía de una comunidad a otra (el naranja es característico de los grupos del sudeste asiático Theravāda, marrón en el Tíbet, gris en Corea, etc.) 
La palabra que usualmente se traduce como monje es bhikkhu en Pali o bhikshu en Sánscrito. La forma femenina es bhikkhuni o bhikshuni. Estas palabras significan literalmente "mendigo", y es común que los bhikkhus mendiguen por su alimento. En algunos lugares esto se ha convertido en un elaborado ritual en el que los laicos alimentan a los monjes para así obtener méritos que les deparen una reencarnación afortunada. Aunque los monjes de la India tradicionalmente no suelen trabajar para lograr su sustento, esto cambió cuando el budismo se trasladó más al oriente, así en China y en los países de alrededor los monjes se llegan a dedicar a la agricultura.

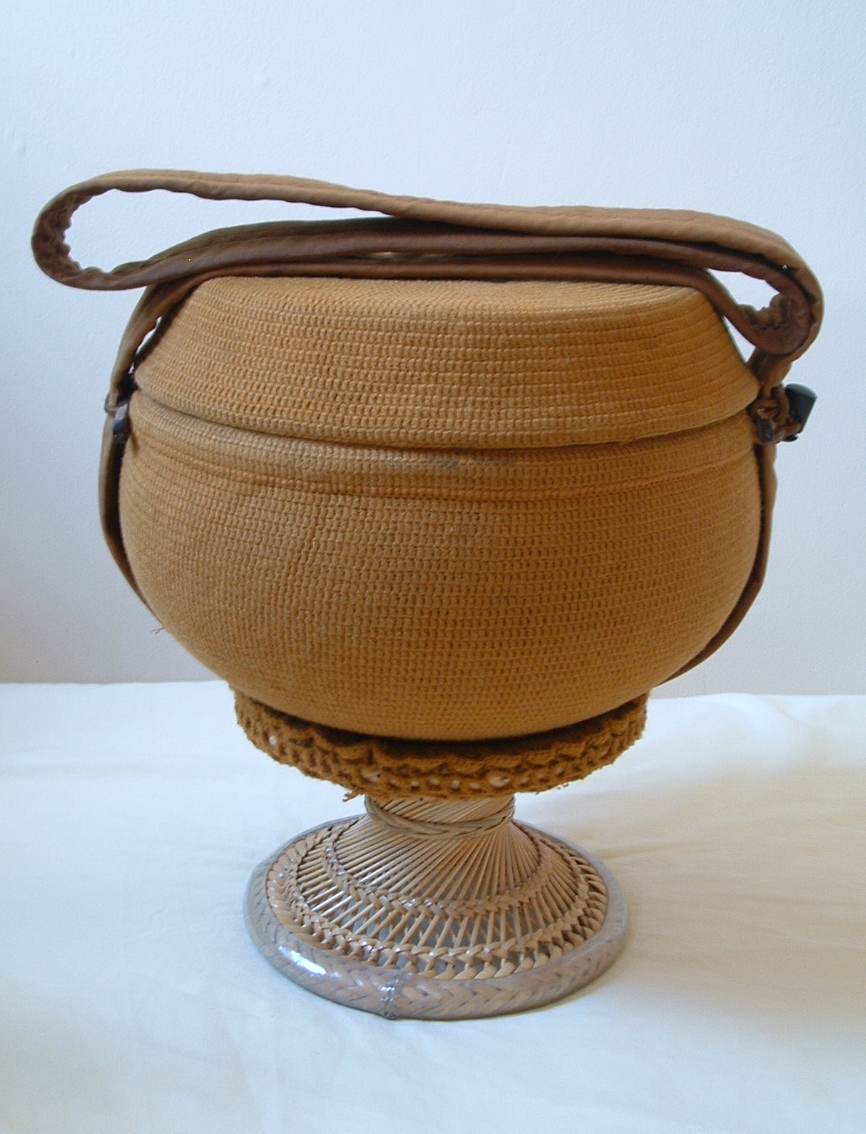
Un cuenco usado por los miembros de la sangha.

La idea de que todos los budistas, especialmente monjes y monjas, practican el vegetarianismo es una equivocación occidental. En algunos sutras en sánscrito el consumo de carne es fuertemente desalentado, mientras que en algunos sutras en palí, Buda rechaza específicamente la sugerencia de un monje de imponer el vegetarianismo a la sangha. Al mismo Buda se le recuerda consumiendo carne. 
El Buda permitía a los miembros de la sangha alimentarse de cualquier tipo de comida que les fuese donada por la gente laica, excepto comer carne cuando supiesen o sospechasen que el animal había sido sacrificado específicamente para ellos. En consecuencia, la tradición Theravadana (Sri Lanka, Tailandia y Birmania), la cual sigue las escrituras en Pali, no practica el vegetarianismo, aunque un individuo puede hacerlo por su propia elección. Por otro lado, las tradiciones Mahayana y Vajrayana aceptan las dos escrituras Theravāda y Mahāyāna y, por tanto, la práctica varía de acuerdo con la interpretación de los sutras. En algunas áreas, como China y Vietnam, se espera que la sangha practique un vegetarianismo estricto, mientras que en otras, como Japón, Corea o Tíbet, no.
La comunidad laica es la responsable de la producción de bienes y servicios en la sociedad, y de la crianza de los niños. De acuerdo con los sutras Mahayana, el Buda siempre mantuvo que las personas laicas eran capaces de gran sabiduría en el Bodhidharma y de alcanzar la iluminación. En Occidente existe una interpretación equivocada de que la corriente Theravada señala que la iluminación es una meta imposible fuera de la sangha. Esto es incorrecto, pues en los sutras Theravada está claramente registrado que el tío de Buda, quien era un seguidor laico, alcanzó la iluminación escuchando el discurso de Buda.
La diferenciación entre la sangha y las personas laicas en ocasiones se considera importante, por lo cual se usa el término comunidad budista Purisa. En ella, los monjes enseñan y aconsejan a los laicos cuando se les solicita, y ofrecen donaciones para su sostenimiento futuro. Esta interconexión sirve como una especie de matrimonio que ha sostenido al budismo hasta hoy.

## Proceso de Ordenación

### Samanera
Cuando un joven aspira a unirse a la sangha de monjes, un bhikkhu le ordenará primero como un samanera (novicio) bien sea por un año o hasta que alcance la edad de 20 años. Si el samanera es encontrado aceptable y capaz por la orden, recibirá luego un ordenamiento completo y vivirá bajo las reglas monásticas de patimokkha (227 reglas para monjes Theravada), las cuales están consignadas en el Tripitaka.

### Samaneri
De acuerdo con la tradición Theravada, una joven debe ser ordenada por un monje y una monja primero como una samaneri. Y luego de un año o a la edad de 20, será ordenada como una bhikkhuni. El vinaya Theravada tiene 311 reglas de disciplina para las bhikkhunis.
Dentro de la sociedad China, se espera que los miembros de la Sangha renuncien a sus lazos familiares y empiecen a considerar a la Sangha como su familia, lo cual es lo mismo que hubiesen hecho si se hubiesen casado.

## Rol de la mujer en la sangha
Aunque siempre el budismo ha mantenido que las mujeres son tan capaces de alcanzar la iluminación como los hombres, los textos canónicos sostienen que Buda era reacio a permitir que las mujeres se unieran a la sangha. Luego de muchas suplicas de su tía y madre adoptiva Maha Pajapati Gotami, quien deseaba ser ordenada, y las de su primo y asistente Ananda, quien apoyaba su causa, el Buda cedió y ordenó a Maha Pajapati y a varias otras como monjas. Es interesante resaltar que esta fue una de las pocas ocasiones en las que se recuerde un cambio de parecer en Buda. Él estipuló luego la condición de que cada nuevo ordenamiento fuese sancionado por un grupo de por lo menos cinco bhikkhunis. 
Ha habido muchas teorías sobre la reticencia de Buda a ordenar mujeres, incluida la posibilidad de que se debiera al temor de que una comunidad de mujeres no se encontraría segura en la sociedad de su tiempo. De acuerdo con las escrituras la razón que el mismo Buda dio, era que la inclusión de las mujeres debilitaría la sangha y acortaría su vida, así que por ello estableció estrictas reglas subordinando las monjas a los monjes.
Antes de la era moderna, la sangha Bhikkhuni se esparció por la mayoría de los países budistas, incluso en Birmania, con excepciones notables como Tailandia y el Tíbet. Sin embargo, en Sri Lanka ésta vio su fin en el siglo XI, durante una guerra civil, y no fue revivida. De la misma forma como el budismo Theravada se difundió en Tailandia, la sangha Theravada está formada solo por monjes.
En décadas recientes, ha habido un serio intento de revivir la sangha Bhikkhuni Theravada con la asistencia de bhikkhunis Mahayana del linaje chino. Estas fueron introducidas desde Sri Lanka en el año 433, siguiendo el Dharmaguptaka Vinaya, y posteriormente se esparció por Corea, Taiwán, Vietnam y Japón. Esto dio como resultado una pequeña pero próspera comunidad de monjas en Sri Lanka, quienes a su vez ordenaron a la primera monja budista Theravada en la historia de Tailandia, Ven. Dhammananda. Sin embargo, la validez de estas ordenaciones es fuertemente señalada por las corrientes conservadoras Theravada. 
Entre tanto, un proceso similar ha producido el ordenamiento de las primeras bhikkhunis en el budismo tibetano, donde solamente existía el ordenamiento de novicias. En Occidente, donde el feminismo ha sido una influencia muy fuerte, ha habido varias monjas budistas notables: buenos ejemplos son Thubten Chodron, Pema Chodron, Tenzin Palmo, Venerable Damchö y Ayya Khema.